# Chiesa di San Giovanni Battista (Arrone)
La chiesa di San Giovanni Battista è uno dei più importanti monumenti del castello di Arrone, ovvero la parte alta dell'abitato. Di costruzione gotica dei secoli XII e XIV, fu in seguito fortemente ristrutturata dal 1467 al 1476 da maestranze lombarde incaricate dal Comune.

## Interno

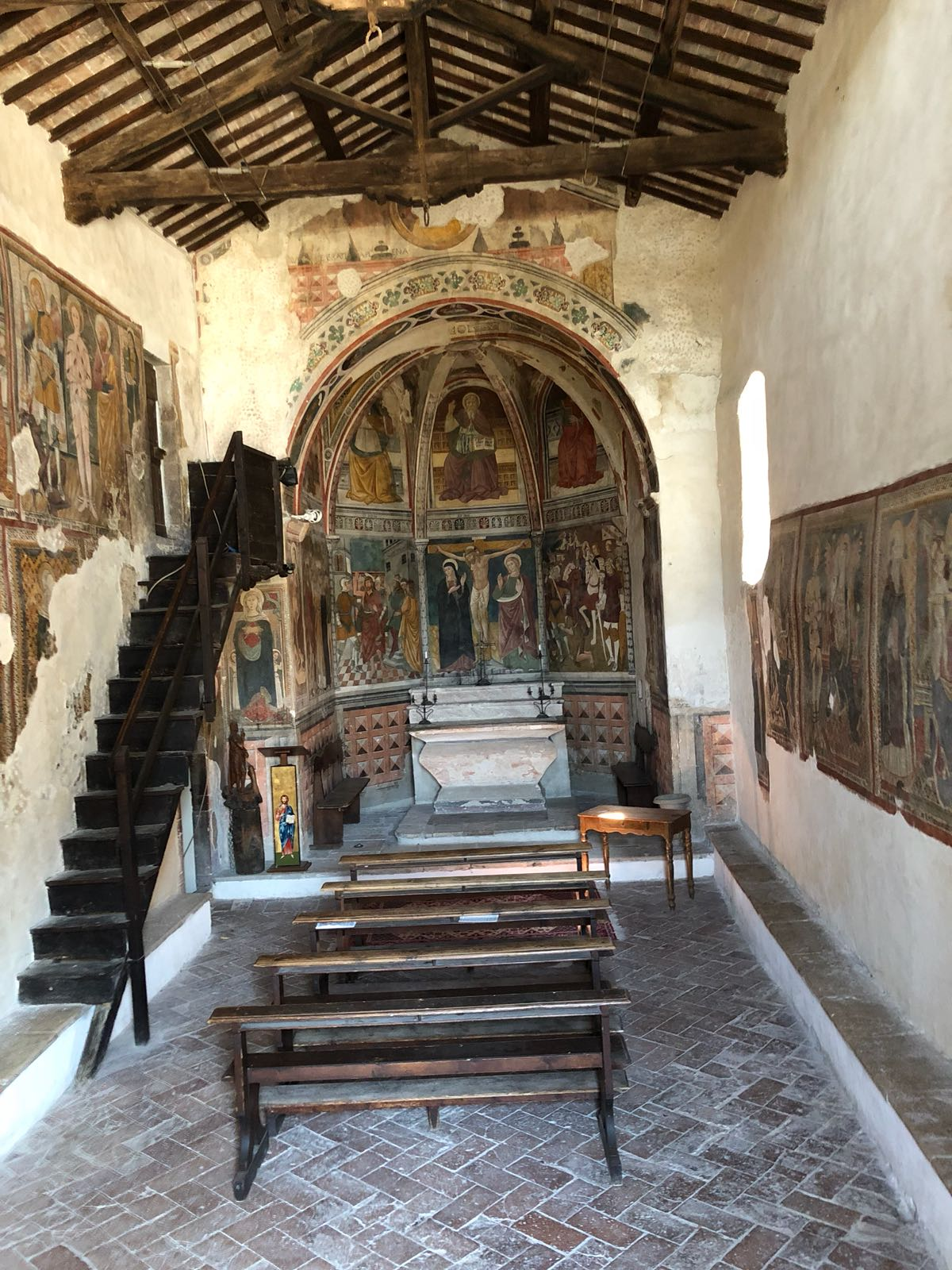
L'interno della chiesa

L’interno è ad una sola navata, con la copertura a travatura di legno con tre capriate. L’abside pentagonale ha la volta a crociera rinforzata da costoloni poggianti su mensole e sorregge con un’ardita soluzione la cella campanaria. Altre caratteristiche dell'interno sono un sedile in pietra che gira attorno alla chiesa e un'ancora conservata pavimentazione in cotto.

### Affreschi
Assai notevoli sono gli affreschi votivi che ricoprono le pareti della chiesa. Essi risalgono al XV secolo e sono di scuola umbra, con evidente influenza da parte dell'opera di Filippo Lippi e Piero della Francesca. Gli affreschi, contenuti entro cornici di finto mosaico, rappresentano figure di Santi, fatti realizzare dalle famiglie arronesi per grazie ricevute, per essere protette dalle malattie e dalle disgrazie. Non a caso ricorrono molto spesso le figure di S. Antonio abate e S. Sebastiano, considerati protettori dalla peste, malattia responsabile, ai tempi, di moltissime morti.

#### Il ciclo pittorico
Nella parete sinistra
- Madonna col Bambino e S. Sebastiano, sullo sfondo una tegola. Nel cartiglio “S. Maria della Cerqua prega per noi, Anno del Giubileo 1500”

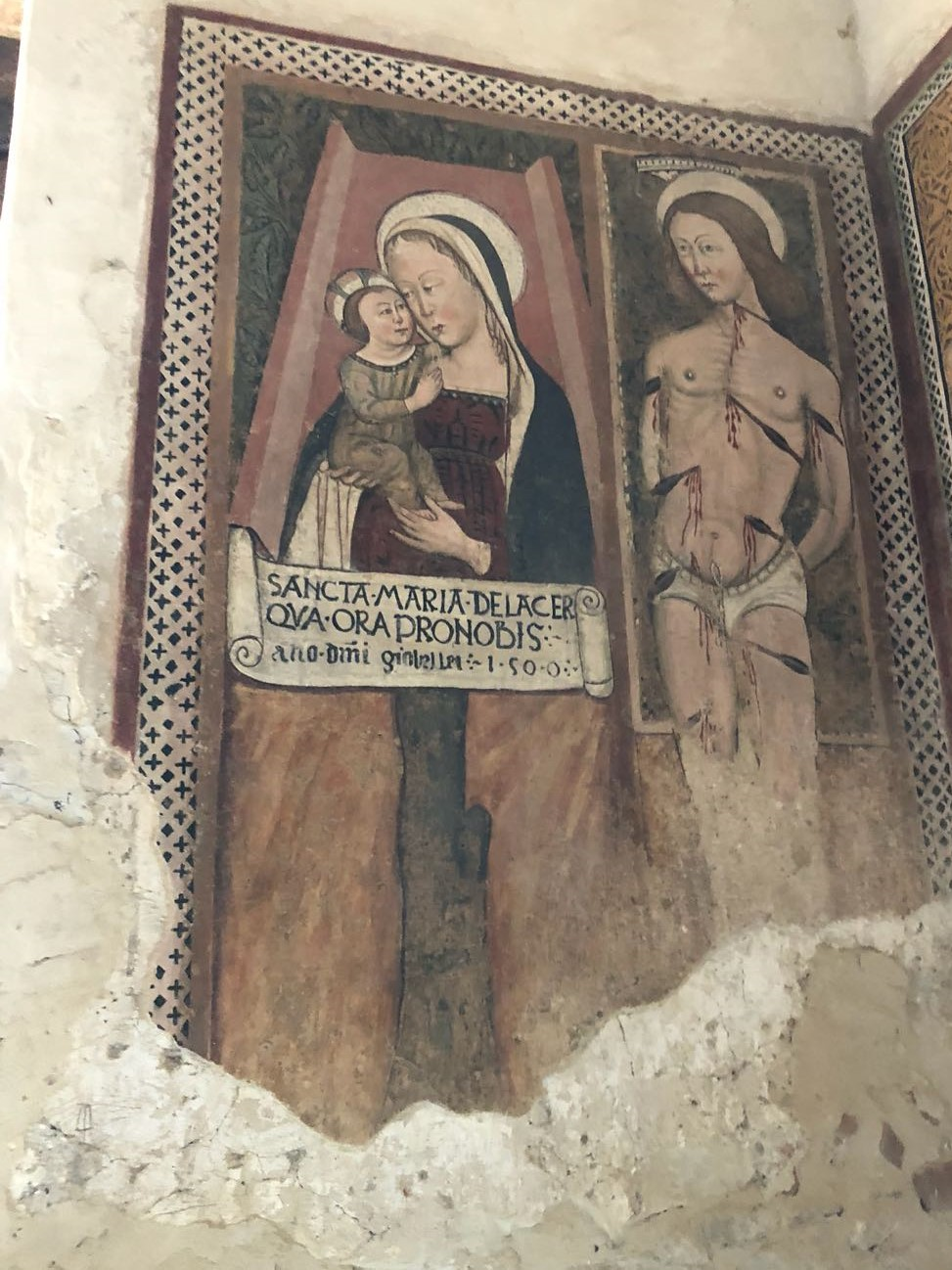

- Madonna col Bambino e in basso due angeli. In basso la scritta “Renza de Marco fece fare, anno del Signore 1486”

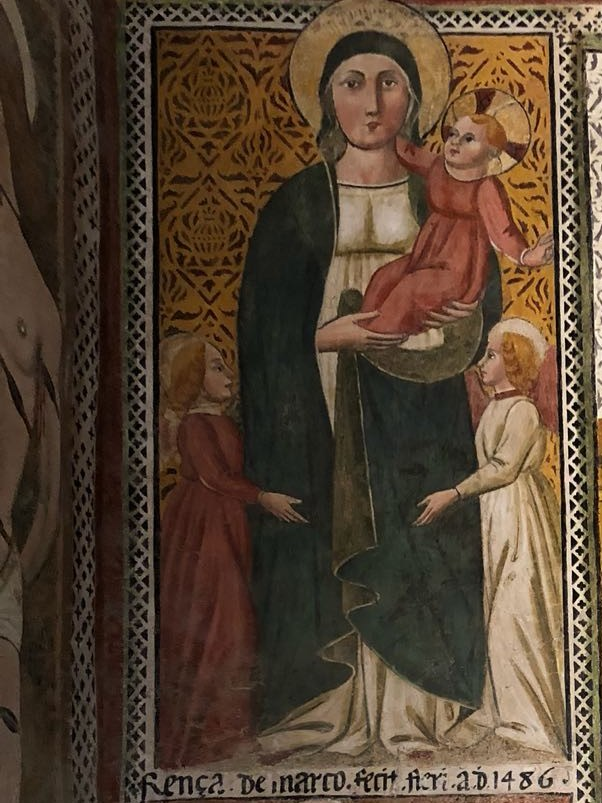

- Residuo di una piccola testa della Madonna, ormai cadente

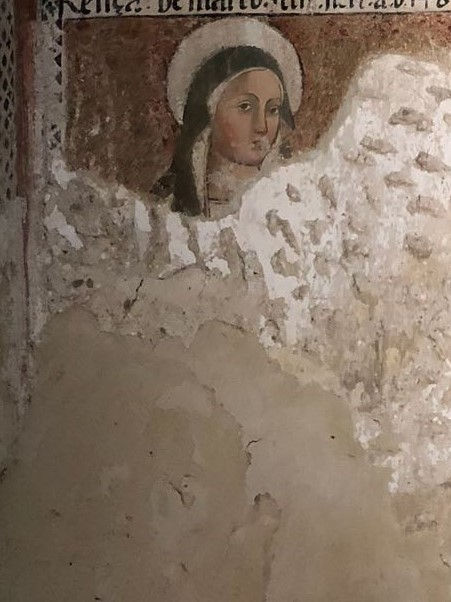

- Madonna col Bambino che regge in mano il globo. In basso la scritta “…di Pietro di Giusto, 1486”

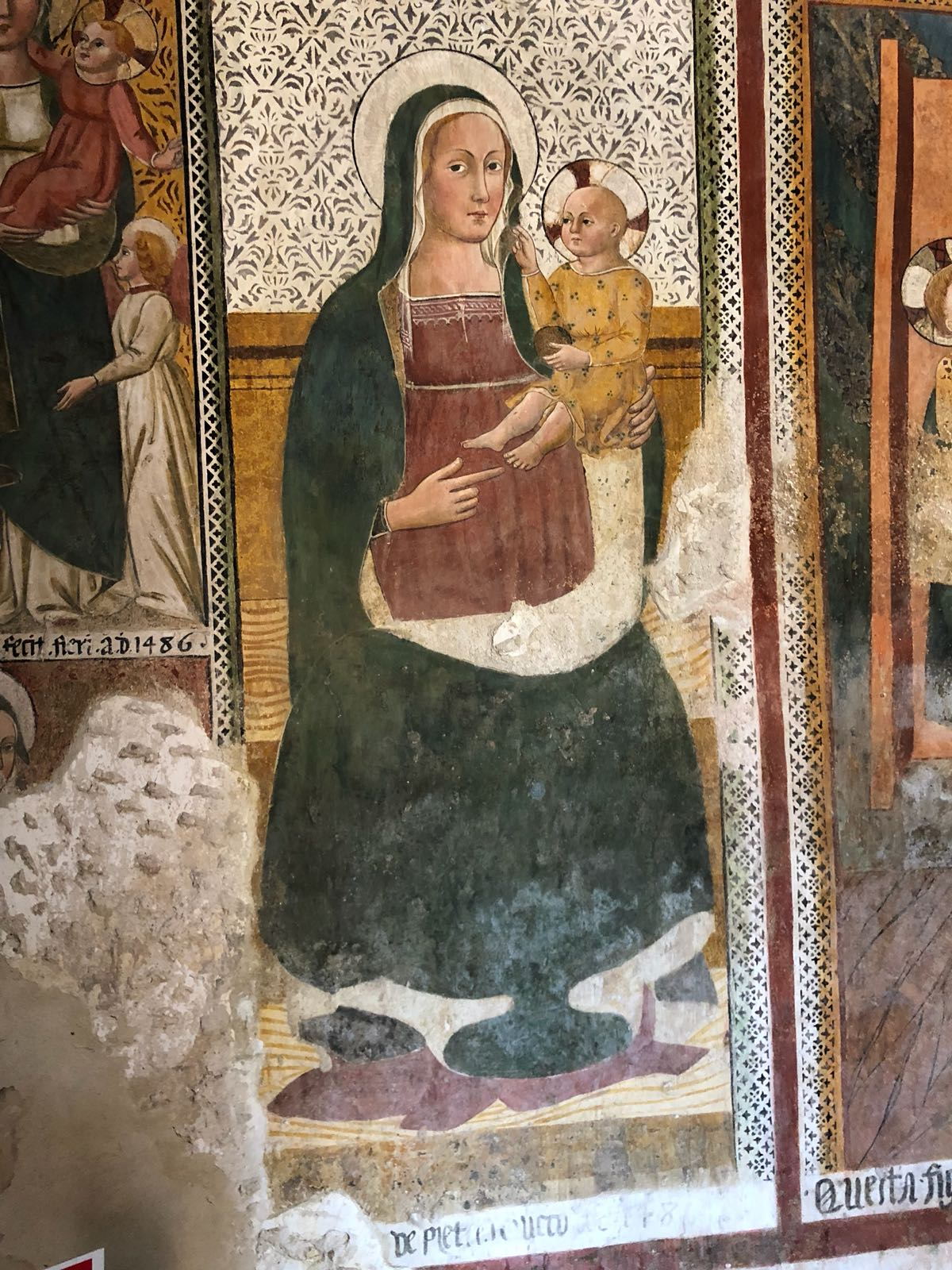

- Madonna col Bambino con collana di corallo, la tegola appesa alla cerqua. In basso la scritta “Questa figura ha fatto fare Moricone di Giovanni, 1486”

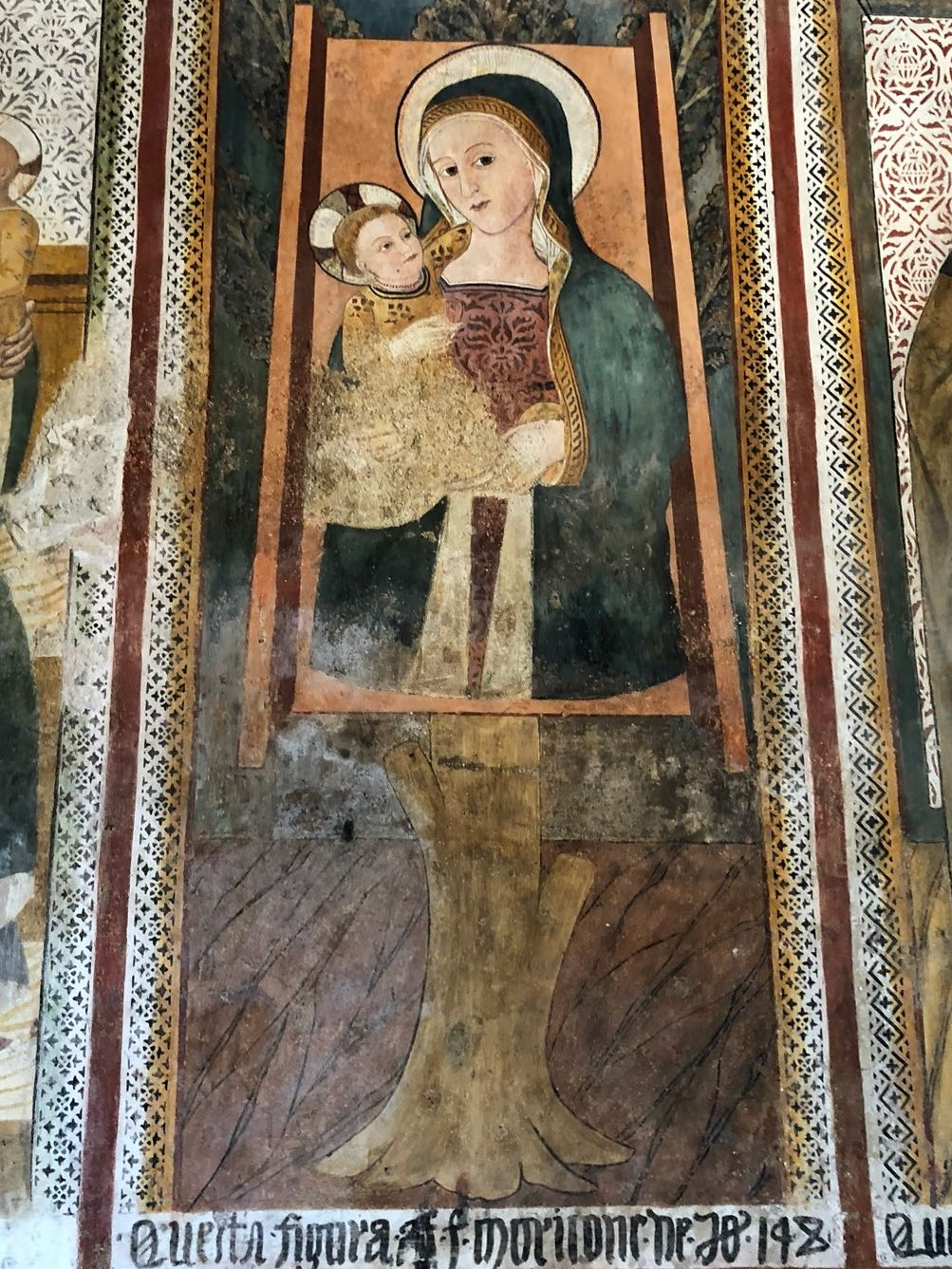

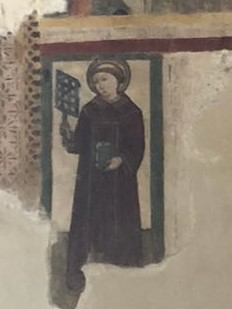

- S. Antonio Abate con la barba forcata e S. Lucia col piatto degli occhi, 1486

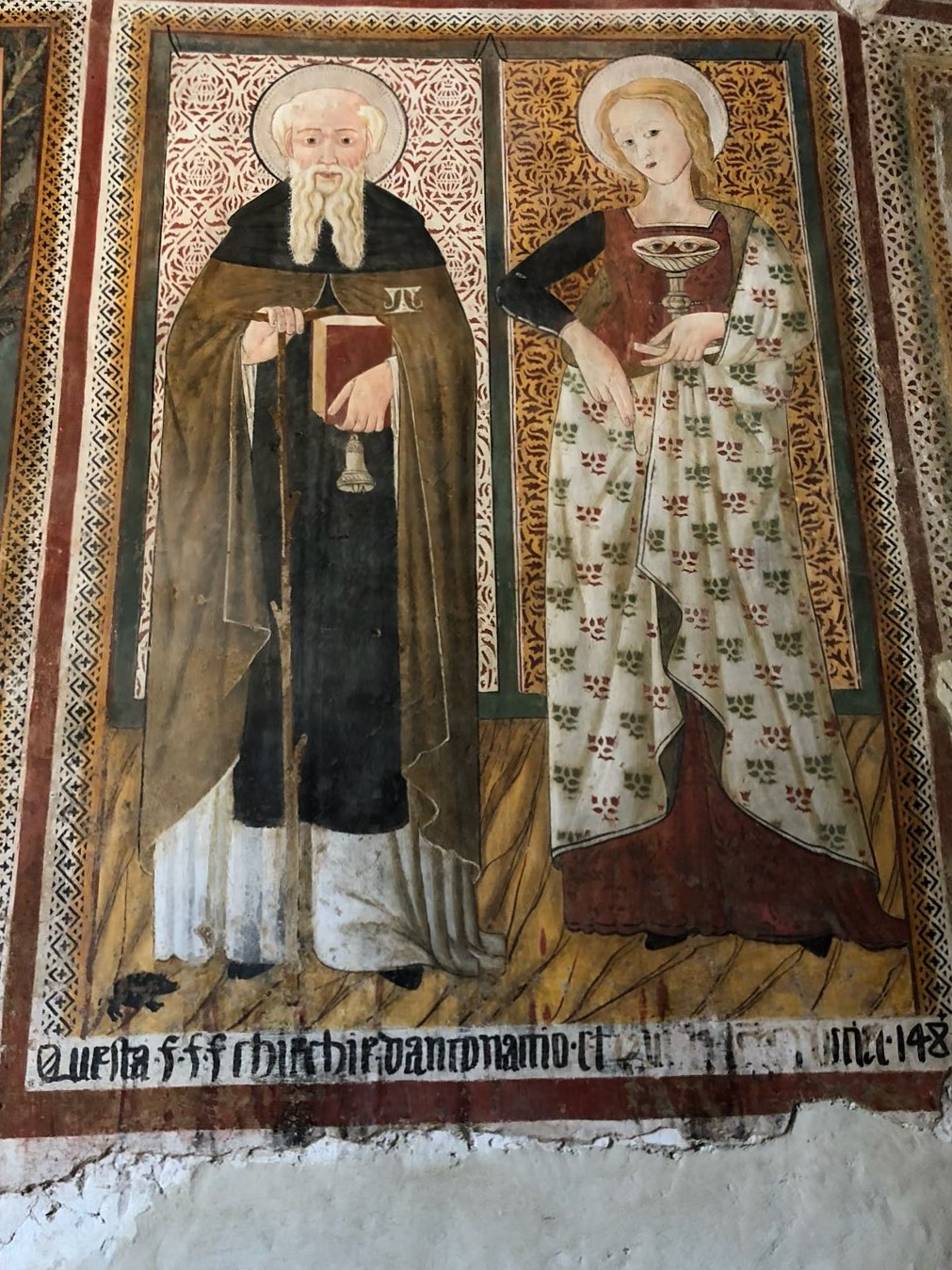

- S. Antonio Abate e S. Sebastiano con il corpo trafitto da 18 frecce. Sotto la scritta “Paoluccio di Tomasso fece fare…”

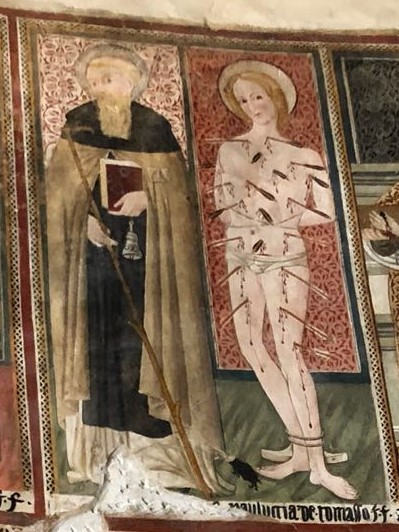

- SS. Trinità con l’Eterno che sorregge la croce. Sotto la scritta ”Questa figura fu fatta da elemosine dell’anno del Signore 1486”

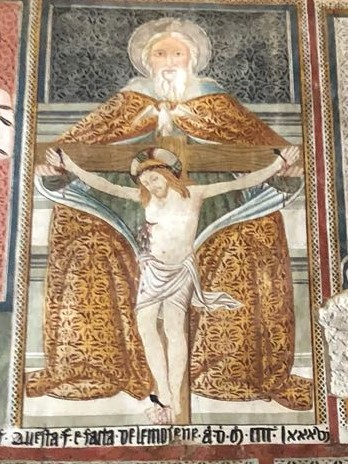

- S. Michele Arcangelo che pesa le anime, mentre trafigge il diavolo con la lancia. Sotto la scritta “Questa figura ha fatta fare, Agnelino per conto di Nicolò Matteo di Giov.Battista di Pernicola, 1486”

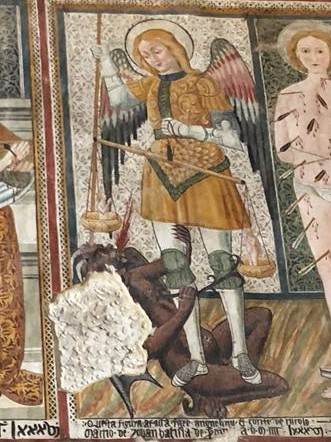

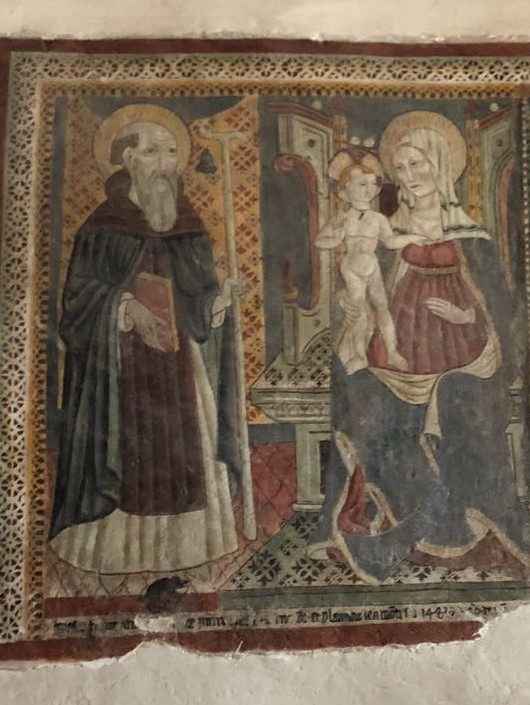

- S. Sebastiano legato alla colonna e San Paolo che impugna una lunga lancia. Sotto la scritta “Questa opera fece Pietro Giovanni, 1486”

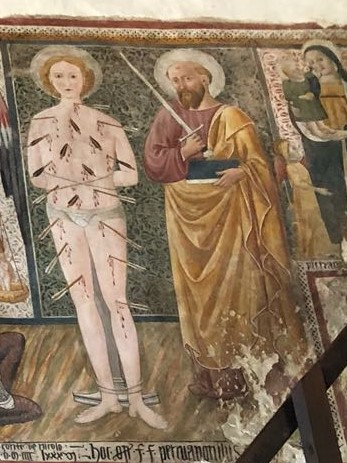

Accanto alla scala di legno che conduce al campanile
- Madonna col Bambino e due angeli

Accanto alla porta della Sacrestia

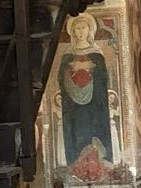

- S. Bernardino e il monogramma di Cristo

Nella parete esterna dell’Arco
- Madonna con le mani sul petto e in basso due Angeli
- Resti dell’Annunciazione

Nell’interno dell’arco

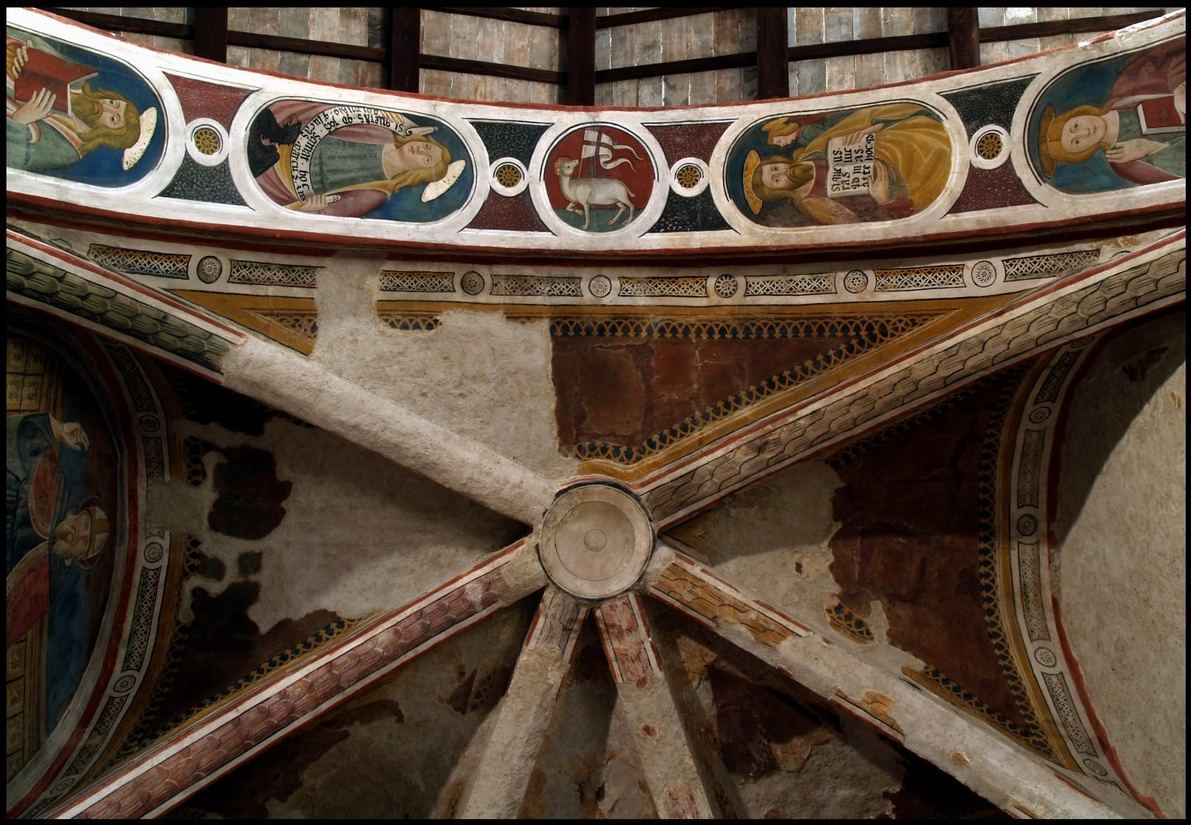

- Madonna in trono che allatta il Bambino
- Marco, Giovanni, Matteo e Luca con I loro simboli. Giovanni regge un cartiglio con la scritta “Se domandi quello che Giovanni intende, sappi quello che dice Luca, Marco e Matteo”
- L’Agnello che porta la Croce (al centro)

Al termine dell’Arco
- S. Antonio Abate, con bastone, campanella e porcellino ai piedi. Regge in mano un libro con la scritta “Lasciate I vizi e seguite le virtù, 1486”

Nella parete destra
- S. Antonio Abate

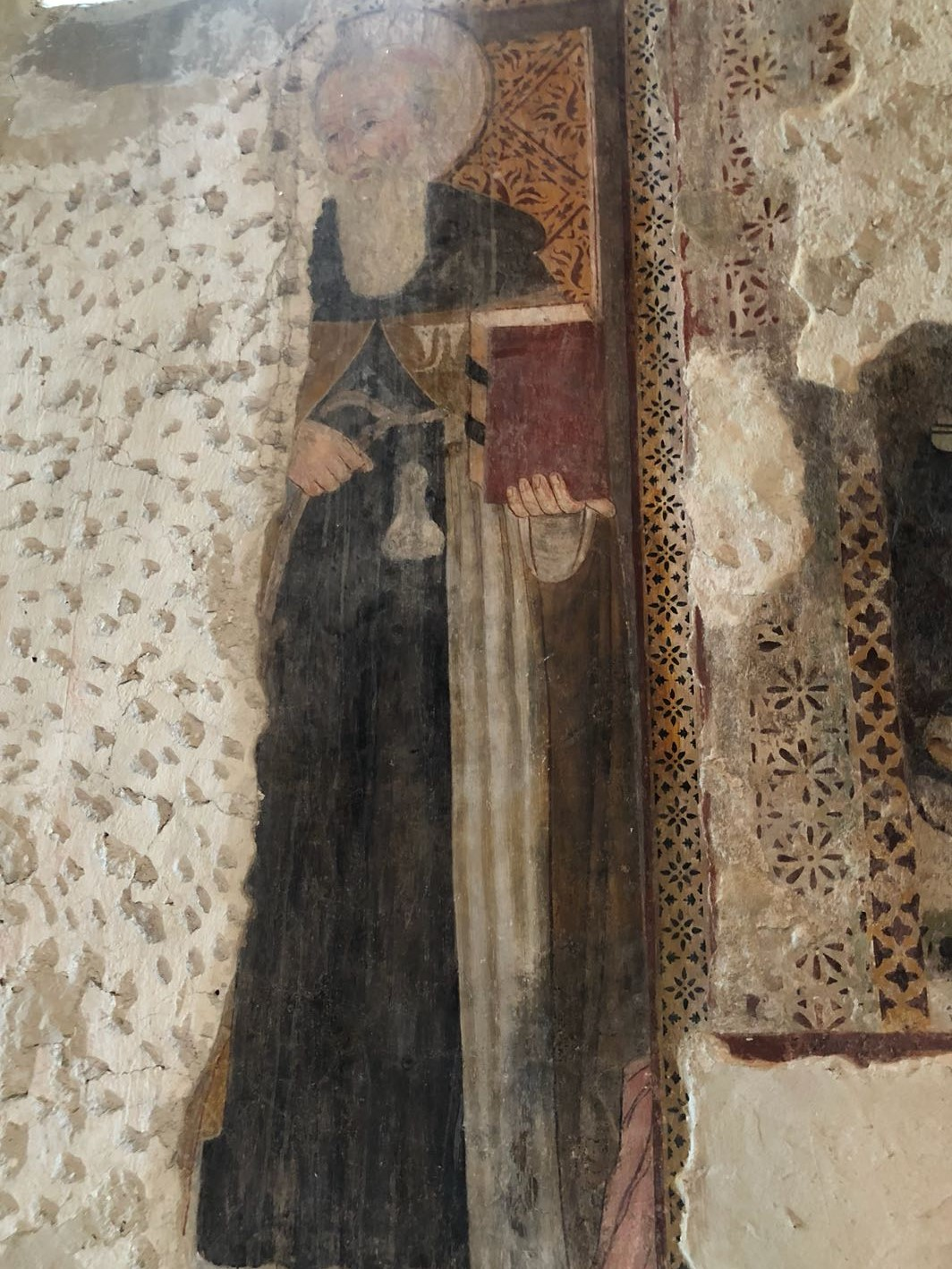

- Madonna in trono con ricco mantello e in braccio il Bambino che regge il cartiglio “Chi mi seguirà non morrà nelle tenebre”

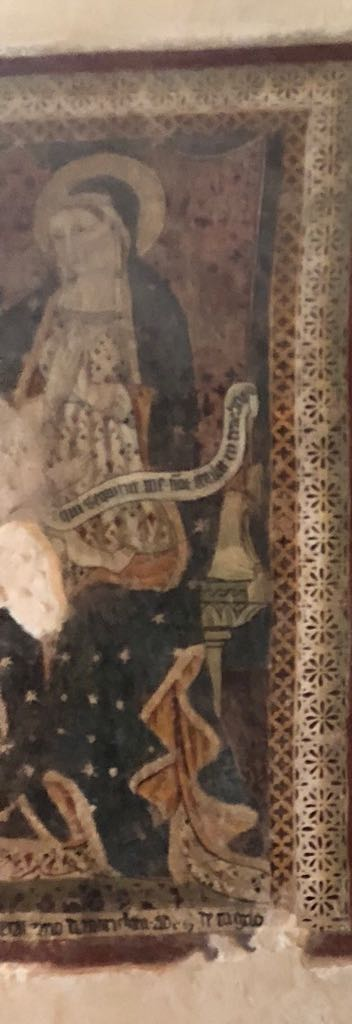

- Madonna in trono col Bambino e S. Sebastiano trafitto da 20 frecce. Sotto la scritta “Questa figura fece fare… di Cola di Polino per l’anima della madre e degli altri morti di casa sua”

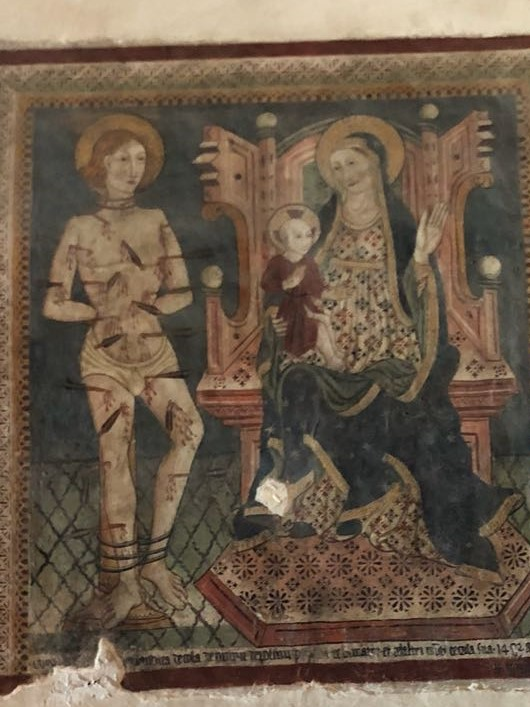

- Madonna in trono con Bambino e S. Antonio Abate. Sotto la scritta “…per l’anima della madre e dei suoi morti”

- S. Sebastiano legato alla colonna, trafitto dalle frecce e S. Antonio Abate

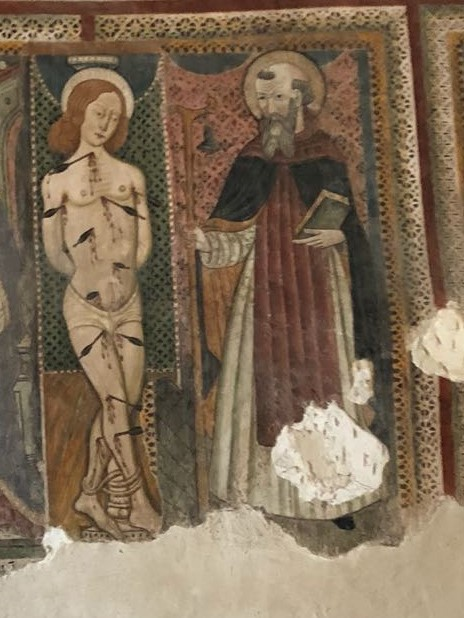

- Madonna che allatta il Bambino, sullo sfondo una tegola; il Bambino ha una collana di corallo

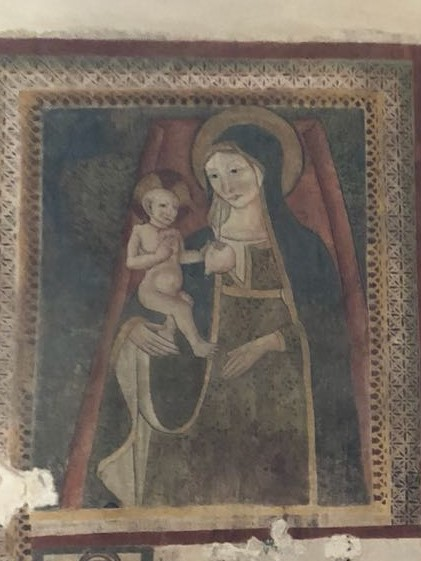

- Piccola figura di S. Lorenzo con graticola

- S. Lucia col piatto degli occhi

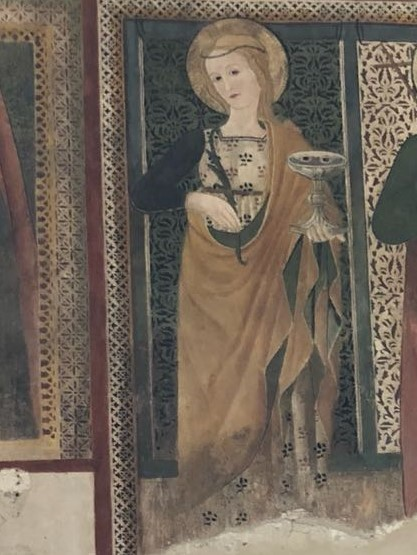

- S. Andrea con i capelli bianchi, nella mano sinistra il Libro e tre pesci, nella mano destra la croce

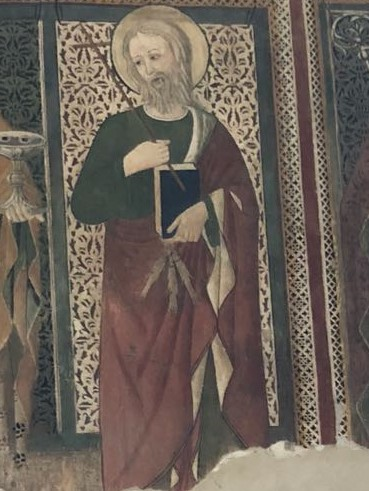

- S. Agostino Vescovo in mitra e pastorale

Di seguito, nella controfacciata

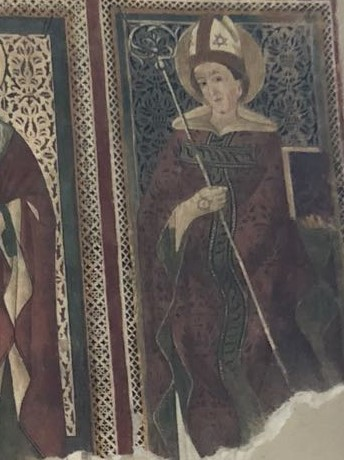

Traccia di croce in rosso su fondo bianco del tipo dei Cavalieri di Malta di significativo valore storico in quanto probabile testimonianza della partecipazione di qualcuno della famiglia degli Arroni alle Crociate.
Nell'abside
Le vele della volta (da sinistra)
- S. Agostino
- S. Gregorio Magno

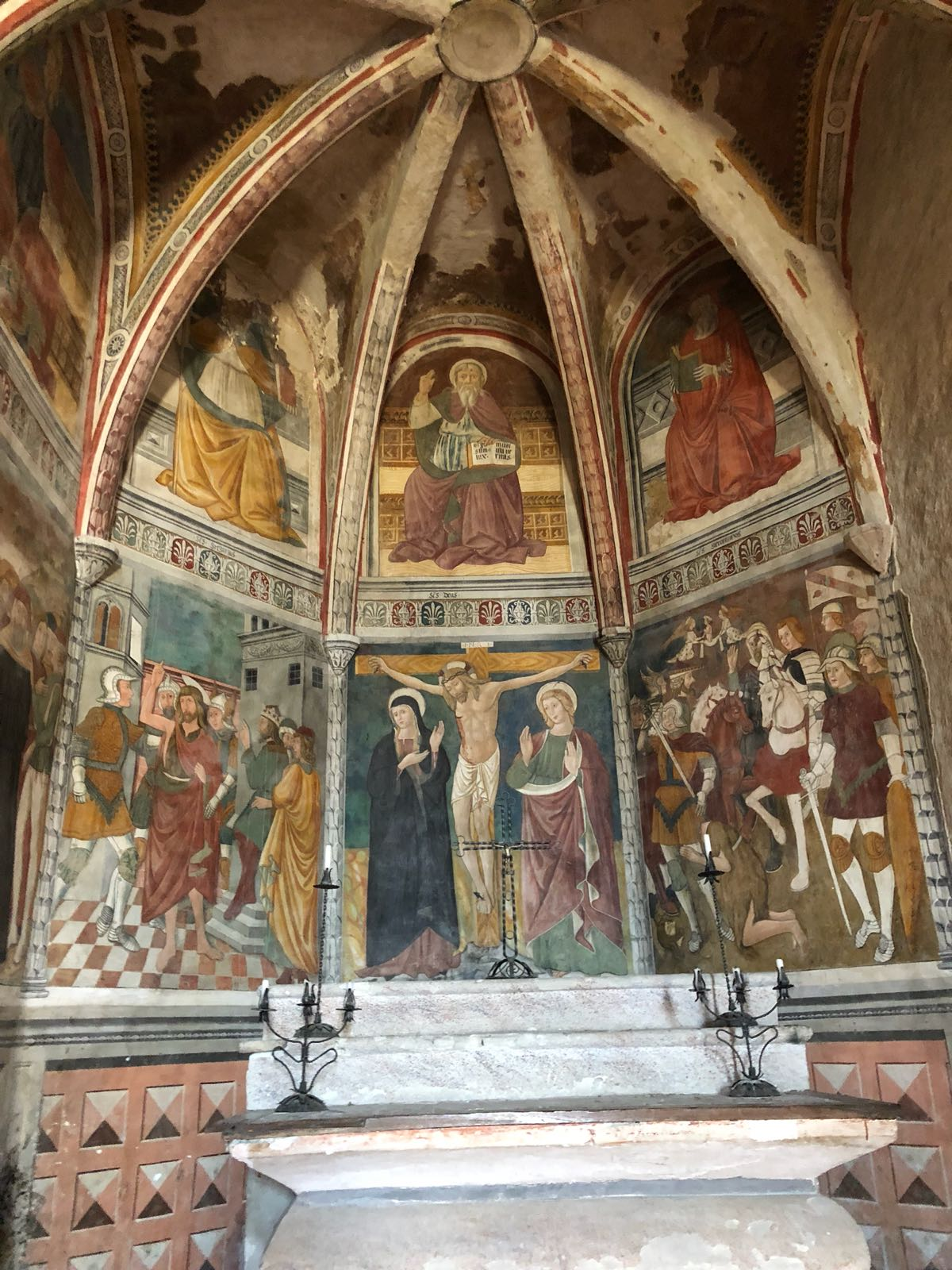

- Il Padre Eterno benedice con in mano un libro aperto: “Io sono la luce, la via e la verità del mondo”
- S. Girolamo
- Figura Mancante

Il tamburo con storie di S. Giovanni Battista (da sinistra)
- La Predica del Battista
- La Crocifissione davanti all'Addolorata e San Giovanni
- La decollazione
- Frammento del banchetto di Erode

## Curiosità
- Le campane vengono ancora suonate a mano secondo il sistema di suono umbro[1][4]

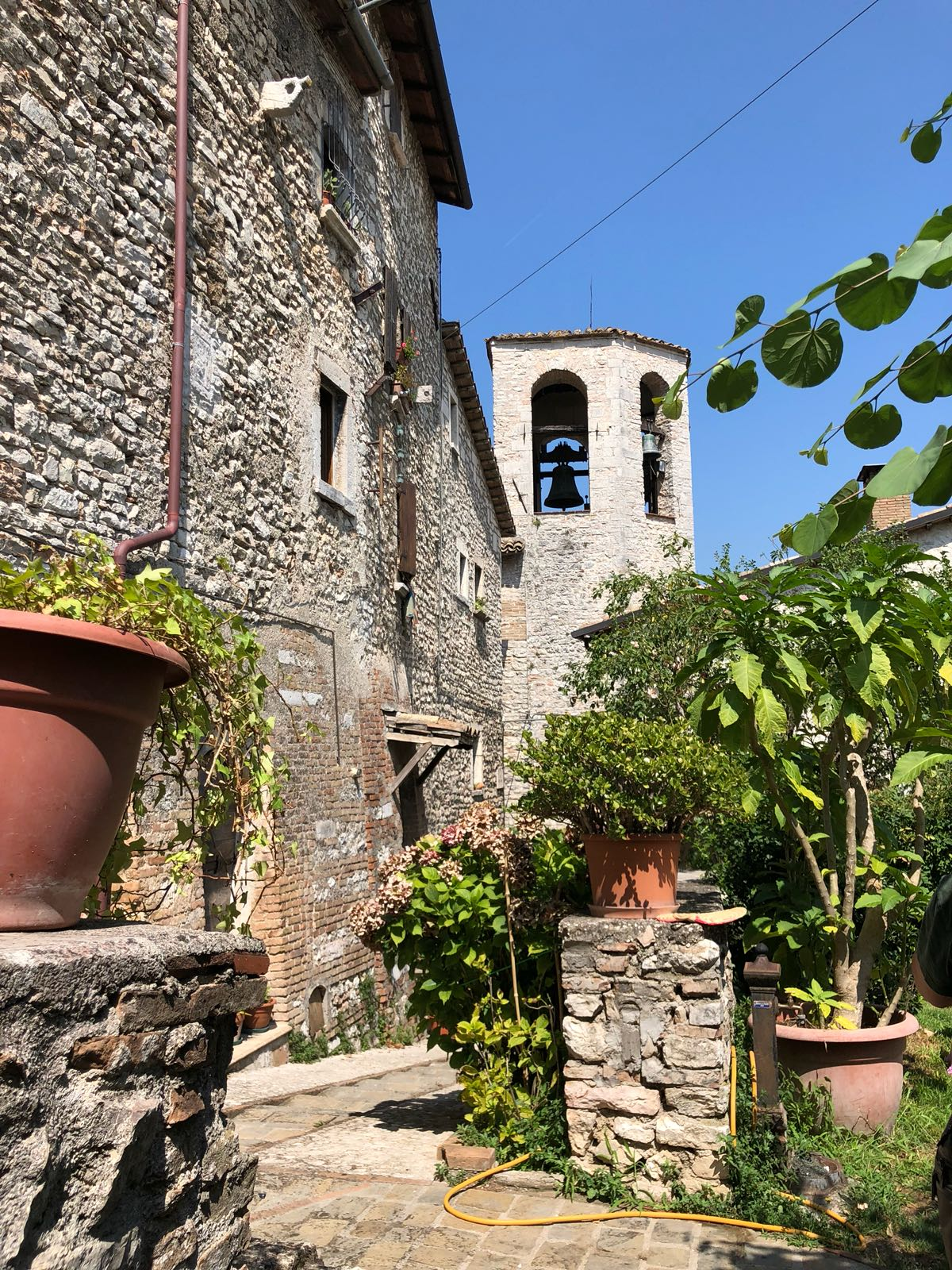

- Nell'altare era collocato un trittico, dipinto a tempera su tavola, raffigurante la Madonna con il bambino e ai lati S. Giovanni e S. Antonio Abate. Fu rubato nell'ottobre del 1970. All'autore, al quale vengono attribuiti anche gli affreschi dell’abside, fu dato il nome convenzionale di "Maestro del trittico di Arrone"[1]